# عبدالکریم فقیهی شیرازی
سید عبدالکریم فقیهی شیرازی (زاده ۱۲۸۳ خورشیدی) پزشک، روزنامه‌نگار و نماینده مجلس شورای ملی بود.
فرزند اسمعیل فقیهی و دانش‌آموخته مدرسه عالی طب تهران بود. در وزارت بهداری کار کرد و در تهران مطب شخصی هم داشت.
از آغاز سال ۱۳۲۵ خورشیدی هفته‌نامه پرچم اسلام را منتشر کرد و از همراهان و داماد آیت‌الله کاشانی بود. ناصر فخرآرایی که در ۱۵ آبان ۱۳۲۷ محمدرضا شاه را ترور کرد، کارت خبرنگاری هفته‌نامه پرچم اسلام را به همراه داشت. از این رو، فقیهی را بلافاصله دستگیر کردند اما بعداً از او رفع اتهام شد.
فقیهی در سال ۱۳۳۱ در دوره هفدهم مجلس شورای ملی نماینده خرم‌آباد بود.